# Sombrun
Sombrun település Franciaországban, Hautes-Pyrénées megyében. Lakosainak száma 198 fő (2022. január 1.). Sombrun Villefranque, Moncaup, Estirac, Lahitte-Toupière, Lascazères és Maubourguet községekkel határos.

## Népesség
A település népessége az elmúlt években az alábbi módon változott:
| Lakosok száma | 211  | 208  | 214  | 207  | 208  | 206  | 205  | 201  | 198  |
|               | 2013 | 2015 | 2016 | 2017 | 2018 | 2019 | 2020 | 2021 | 2022 |